# Devoe Joseph
Devoe Joseph (21 de juny de 1990, Toronto, Canadà) és un jugador de bàsquet professional canadenc. Mesura 1,93 metres i juga en la posició d'escorta. Ha estat internacional amb la selecció de bàsquet del Canadà. El setembre de 2013 va fitxar pel FIATC Joventut.